# Руло, Реймон
Реймон Руло (фр. Raymond Rouleau, настоящее имя Эдгар Руло фр. Edgar Rouleau; 4 июня 1904, Брюссель, Бельгия — 11 декабря 1981, Париж, Франция) — французский актёр, кино- и театральный режиссёр бельгийского происхождения.

## Биография
Реймон Руло родился 4 июня 1904 году в Брюсселе, Бельгия. Учился живописи и музыке. В годы «немого кино» работал пианистом в кинотеатре Брюсселя. После окончания Брюссельской консерватории переехал в Париж, где работал с Арто и Шарлем Дюллен. В 1927 году Руло дебютировал в кино как актёр. В 1940-х активно работал в театре (в частности, в «Эберто»); был актёром и режиссёром многих известных театров Брюсселя и Парижа. Совместно с Жаном-Луи Барро и Жюльеном Берто стал соучредителем театральной школы (фр. École du Comédien) (1942—1944).
В 1932 году Реймон Руло начал режиссёрскую деятельность, поставив совместно с Лео Жоанноном фильм «Сюзанна». Значимые его фильмы: «Посыльный» (1937, по пьесе Анри Бернстайна), «Салемские колдуньи» (1957, по пьесе Артура Миллера), «Любовники с Теруэля» (1962). С конца 1960-х Руло активно работал на телевидении в качестве режиссёра.
Реймон Руло был женат на актрисах Тане Балашовой, Франсуазе Лугань и Франсуазе Кремье. Он является отцом актёра Филиппа Руло и кинорежиссёра и журналиста Фабриса Руло, рождённых от брака с Франсуазой Лугань.

## Фильмография
Режиссёр
- 1932 — Сюзанна / Suzanne
- 1933 — Потерянная жизнь / Une vie perdue (coréalisateur : Alexandre Esway)
- 1936 — Rose
- 1937 — Trois, six, neuf
- 1937 — Посланник / Le Messager
- 1938 — Shanghai
- 1942 — Dernier Atout
- 1946 — Прекрасная пара / Le Couple idéal (coréalisateur : Bernard-Roland)
- 1956 — Салемские колдуньи / Les Sorcières de Salem
- 1962 — Любовники из Теруэля / Les Amants de Teruel
- 1967 — Гедда Габлер / Hedda Gabler (ТВ)
- 1972 — Рюи Блаз / Ruy Blas (ТВ)
- 1973 — Школа жён / L'école des femmes (ТВ)
- 1973 — Vogue la galère (ТВ)
- 1974 — Nouvelles d'Henry James (ТВ Сериал)
- 1974 — Поворот винта / Le tour d'écrou (ТВ)
- 1975 — Ундина / Ondine (ТВ)
- 1975 — Беренис / Bérénice (ТВ)
- 1975 — Цветение гороха / La fleur des pois (ТВ)
- 1975 — Hernani (ТВ)
- 1976 — La jalousie (ТВ)
- 1977 — Мутная вода / L'eau sale (ТВ)
- 1977 — Un amour de jeunesse (ТВ)
- 1979 — Le destin de Priscilla Davies (ТВ)
- 1980 — Незнакомец из Арраса / L'inconnue d'Arras (ТВ)
- 1981 — Троянской войны не будет / La guerre de Troie n'aura pas lieu (ТВ)